# Sylvains-les-Moulins
Sylvains-les-Moulins is een gemeente in het Franse departement Eure (regio Normandië). De plaats maakt deel uit van het arrondissement Évreux. Op 1 januari 2016 is de tot dan toe bestaande gemeente Sylvains-les-Moulins, samen met de belendende gemeente Villalet, opgegaan in een nieuw gevormde gemeente, eveneens Sylvains-les-Moulins geheten. De gemeente telde 1.331 inwoners op 1 januari 2016.

## Geografie
De oppervlakte van Sylvains-les-Moulins bedroeg op 1 januari 2016 21,52 vierkante kilometer; de bevolkingsdichtheid was toen 61,8 inwoners per km².

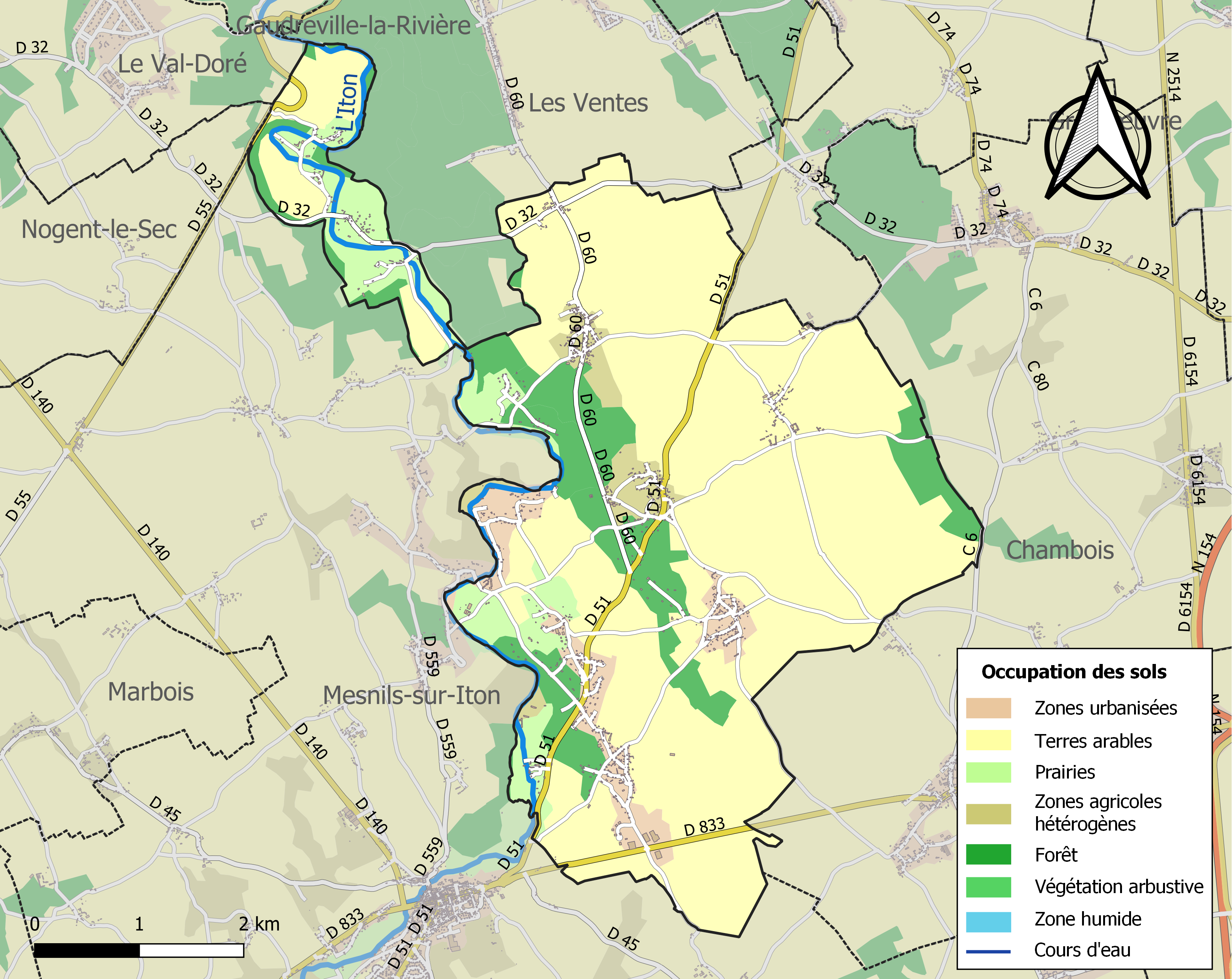
Kaart van de gemeente met belangrijkste infrastructuur, bodemgebruik en omliggende gemeenten

## Demografie
Onderstaande figuur toont het verloop van het inwonertal (bron: INSEE-tellingen).